# Измислена валута
Измислената валута (на английски: fictional currency) е несъществуващо реално платежно средство от художествената литература, компютърните, настолните и ролеви игри.
В жанра фентъзи, измислените валути са с необичайни имена, но като правило подобно на приказките, те са направени обаче обичайно от ценни метали или сплави - платина, злато, сребро, мед, бронз, електрум (самородна сплав на злато и сребро).